# Электроаппаратура (завод)
ОАО «Гомельский завод „Электроаппаратура“» (бел. ААТ «Гомельскі завод „Электраапаратура“») — белорусское электротехническое предприятие, расположенное в Гомеле.

## История
В 1946 году в Гомеле была основана артель промышленной кооперации «Штамп», выпускавшая электроприборы. В 1956 году преобразована в завод металлобытовых изделий, в 1958 году переименован в завод «Электроаппаратура». С 1957 года специализируется на выпуске низковольтной аппаратуры. В 1965 году завод передан от ликвидированного Совета народного хозяйства БССР в подчинение Главного управления по производству низковольтной аппаратуры «Главэлектроаппарат» Министерства электротехнической промышленности СССР. В 1975—1984 годах — в подчинении Всесоюзного промышленного объединения по производству низковольтной аппаратуры «Союзэлектроаппарат» того же министерства, в 1984 году передано в состав Всесоюзного промышленного объединения по производству силовых преобразовательных устройств и низковольтной аппаратуры «Союзпреобразователь» того же министерства. В 1980 году проведена реконструкция завода. В 1990-е годы предприятие преобразовано в республиканское унитарное предприятие, в 2002 году — в открытое акционерное общество. В 2000-е годы завод освоил производство жарочных шкафов, газовых и электрических плит и встраиваемой техники.

## Современное состояние
Предприятие выпускает низковольтную аппаратуру (контакторы КНЕ, КМЕ, КНЕ-УБ, пускатели ПМ12-010, ПМ12-040, ПМ15-063, ПМЛ 2000, реле и комплектующие), а также бытовую технику под брендом «Cezaris»: газовые плиты, электрические плиты, газоэлектрические плиты, встраиваемую технику, настольные плитки, жарочные шкафы.
По состоянию на 2019 год 62,71% акций находятся в республиканской собственности. За 2019 год выручка завода от реализации продукции составила 13,6 млн рублей (ок. 6,5 млн долларов), чистый убыток составил 131 тыс. рублей (ок. 60 тыс. долларов). 21,5% выручки был получен от реализации электрической бытовой техники, 58,8% — от реализации неэлектрической бытовой техники. На предприятии работал 461 сотрудник.